# Лон (Шаффгаузен)
Лон (нім. Lohn SH) — громада  в Швейцарії в кантоні Шаффгаузен, округ Раят.

## Географія
Громада розташована на відстані близько 130 км на північний схід від Берна, 8 км на північний схід від Шаффгаузена.
Лон має площу 4,9 км², з яких на 8,4% дозволяється будівництво (житлове та будівництво доріг), 54,1% використовуються в сільськогосподарських цілях, 37,3% зайнято лісами, 0,2% не є продуктивними (річки, льодовики або гори).

## Демографія
2019 року в громаді мешкало 743 особи (+9,9% порівняно з 2010 роком), іноземців було 9,4%. Густота населення становила 153 осіб/км².
За віковим діапазоном населення розподілялося таким чином: 24,1% — особи молодші 20 років, 58,3% — особи у віці 20—64 років, 17,6% — особи у віці 65 років та старші. Було 305 помешкань (у середньому 2,4 особи в помешканні).
Із загальної кількості 155 працюючих 21 був зайнятий в первинному секторі, 51 — в обробній промисловості, 83 — в галузі послуг.